# Nigeriaans voetbalelftal (vrouwen)
Het Nigeriaans vrouwenvoetbalelftal is een voetbalteam dat uitkomt voor Nigeria bij internationale wedstrijden, zoals het wereldkampioenschap en het Afrikaans kampioenschap. Het team is het beste team van Afrika, wat blijkt uit het feit dat ze negen van de elf edities van de Afrikaanse voetbalkampioenschappen wonnen. Op mondiaal niveau blijven de prestaties achter. Van de vijf WK-deelnames werd maar één keer de eerste ronde overleefd.

## Prestaties op eindronden

### Wereldkampioenschap
| Jaar   | Resultaat      | Wed | W | G | V  | DV | DT |
| ------ | -------------- | --- | - | - | -- | -- | -- |
| 1991   | Groepsfase     | 3   | 0 | 0 | 3  | 0  | 7  |
| 1995   | Groepsfase     | 3   | 0 | 1 | 2  | 5  | 14 |
| 1999   | Kwartfinale    | 4   | 2 | 0 | 2  | 8  | 12 |
| 2003   | Groepsfase     | 3   | 0 | 0 | 3  | 0  | 11 |
| 2007   | Groepsfase     | 3   | 0 | 1 | 2  | 1  | 4  |
| 2011   | Groepsfase     | 3   | 1 | 0 | 2  | 1  | 2  |
| 2015   | Groepsfase     | 3   | 0 | 1 | 2  | 3  | 6  |
| 2019   | Achtste finale | 4   | 1 | 0 | 3  | 2  | 7  |
| / 2023 | Achtste finale | 4   | 1 | 3 | 0  | 3  | 2  |
| Totaal | 9/9            | 27  | 5 | 5 | 17 | 23 | 65 |

### Olympische Spelen
| Jaar   | Resultaat           | Wed                 | W                   | G                   | V                   | DV                  | DT                  |
| ------ | ------------------- | ------------------- | ------------------- | ------------------- | ------------------- | ------------------- | ------------------- |
| 1996   | Niet gekwalificeerd | Niet gekwalificeerd | Niet gekwalificeerd | Niet gekwalificeerd | Niet gekwalificeerd | Niet gekwalificeerd | Niet gekwalificeerd |
| 2000   | Eerste ronde        | 3                   | 0                   | 0                   | 3                   | 3                   | 9                   |
| 2004   | Kwartfinale         | 3                   | 1                   | 0                   | 2                   | 3                   | 4                   |
| 2008   | Eerste ronde        | 3                   | 0                   | 0                   | 3                   | 1                   | 5                   |
| 2012   | Niet gekwalificeerd | Niet gekwalificeerd | Niet gekwalificeerd | Niet gekwalificeerd | Niet gekwalificeerd | Niet gekwalificeerd | Niet gekwalificeerd |
| 2016   | Niet gekwalificeerd | Niet gekwalificeerd | Niet gekwalificeerd | Niet gekwalificeerd | Niet gekwalificeerd | Niet gekwalificeerd | Niet gekwalificeerd |
| 2020   | Niet gekwalificeerd | Niet gekwalificeerd | Niet gekwalificeerd | Niet gekwalificeerd | Niet gekwalificeerd | Niet gekwalificeerd | Niet gekwalificeerd |
| 2024   | Eerste ronde        | 3                   | 0                   | 0                   | 3                   | 1                   | 5                   |
| Totaal | 4/8                 | 12                  | 1                   | 0                   | 11                  | 8                   | 23                  |

## Selecties

### Wereldkampioenschap
| Selectie van Nigeria bij het WK 2019 | Selectie van Nigeria bij het WK 2019 | Selectie van Nigeria bij het WK 2019 | Selectie van Nigeria bij het WK 2019 | Selectie van Nigeria bij het WK 2019 | Selectie van Nigeria bij het WK 2019 |
| №                                    | Naam                                 | Wed.                                 | Dlpnt.                               | Club                                 |                                      |
| ------------------------------------ | ------------------------------------ | ------------------------------------ | ------------------------------------ | ------------------------------------ | ------------------------------------ |
| Doel                                 |                                      |                                      |                                      |                                      |                                      |
| 1                                    | Tochukwu Oluehi                      | 1                                    | −3                                   | Rivers Angels                        |                                      |
| 16                                   | Chiamaka Nnadozie                    | 3                                    | −4                                   | Rivers Angels                        |                                      |
| 21                                   | Alaba Jonathan                       | 0                                    | 0                                    | Bayelsa Queens F.C.                  |                                      |
| Verdediging                          |                                      |                                      |                                      |                                      |                                      |
| 3                                    | Osinachi Ohale                       | 4                                    | 0                                    | Växjö DFF                            |                                      |
| 4                                    | Ngozi Ebere                          | 3                                    | 0                                    | Arna-Bjørnar                         |                                      |
| 5                                    | Onome Ebi                            | 4                                    | 0                                    | Henan Huishang                       |                                      |
| 14                                   | Faith Michael                        | 1                                    | 0                                    | Piteå IF                             |                                      |
| 20                                   | Chidinma Okeke                       | 3                                    | 0                                    | FC Robo Queens                       |                                      |
| Middenveld                           |                                      |                                      |                                      |                                      |                                      |
| 2                                    | Amarachi Okoronkwo                   | 0                                    | 0                                    | Nasarawa Amazons                     |                                      |
| 6                                    | Evelyn Nwabuoku                      | 2                                    | 0                                    | Guingamp                             |                                      |
| 10                                   | Rita Chikwelu                        | 3                                    | 0                                    | Kristianstads DFF                    |                                      |
| 11                                   | Chinaza Uchendu                      | 3                                    | 0                                    | SC Braga                             |                                      |
| 13                                   | Ngozi Okobi-Okeoghene                | 4                                    | 0                                    | Eskilstuna United                    |                                      |
| 15                                   | Rasheedat Ajibade                    | 1                                    | 0                                    | Avaldsnes                            |                                      |
| 18                                   | Halimatu Ayinde                      | 4                                    | 0                                    | Eskilstuna United                    |                                      |
| 23                                   | Ogonna Chukwudi                      | 0                                    | 0                                    | Djurgårdens IF                       |                                      |
| Aanval                               |                                      |                                      |                                      |                                      |                                      |
| 7                                    | Anam Imo                             | 2                                    | 0                                    | FC Rosengård                         |                                      |
| 8                                    | Asisat Oshoala                       | 3                                    | 1                                    | FC Barcelona                         |                                      |
| 9                                    | Desire Oparanozie                    | 4                                    | 0                                    | Guingamp                             |                                      |
| 12                                   | Uchenna Kanu                         | 4                                    | 0                                    | Southeastern Fire                    |                                      |
| 17                                   | Francisca Ordega                     | 4                                    | 0                                    | Shanghai WFC                         |                                      |
| 19                                   | Chinwendu Ihezuo                     | 1                                    | 0                                    | Henan Huishang                       |                                      |
| 22                                   | Alice Ogebe                          | 1                                    | 0                                    | Rivers Angels                        |                                      |
| Bondscoach: Thomas Dennerby          |                                      |                                      |                                      |                                      |                                      |

NFA · A-internationals · Selecties · Bondscoaches · Statistieken · Nigeriaans vrouwenelftal · Olympisch elftal · Nigeria U21 · Nigeria U20 · Nigeria U19 · Nigeria U18 · Nigeria U17
1950 – 1959 · 
1960 – 1969 · 
1970 – 1979 · 
1980 – 1989 · 
1990 – 1999 · 
2000 – 2009 · 
2010 – 2019 ·
2020 − 2029
CC 1995 · 
CC 2013
WK 1994 · 
WK 1998 · 
WK 2002 · 
WK 2010 · 
WK 2014 · 
WK 2018
OS 1968 · 
OS 1980 · 
OS 1988 · 
OS 1996 · 
OS 2000 · 
OS 2008 · 
OS 2016
1949 · 
1950 · 1951 · 1952 · 1953 · 1954 · 
1955 · 
1956 · 
1957 · 
1958 · 
1959 · 
1960 · 
1961 · 
1962 · 
1963 · 
1964 · 
1965 · 
1966 · 
1967 · 
1968 · 
1969 · 
1970 · 
1971 · 
1972 · 
1973 · 
1974 · 
1975 · 
1976 · 
1977 · 
1978 · 
1979 · 
1980 · 
1981 · 
1982 · 
1983 · 
1984 · 
1985 · 
1986 · 
1987 · 
1988 · 
1989 · 
1990 · 
1991 · 
1992 · 
1993 · 
1994 · 
1995 · 
1996 · 
1997 · 
1998 · 
1999 · 
2000 · 
2001 · 
2002 · 
2003 · 
2004 · 
2005 · 
2006 · 
2007 · 
2008 · 
2009 · 
2010 · 
2011 · 
2012 · 
2013 · 
2014 ·
2015 ·
2016 ·
2017 ·
2018 ·
2019 ·
2020 ·
2021 ·
2022
Algerije ·
Angola ·
Argentinië ·
Australië ·
Benin ·
Bosnië en Herzegovina ·
Botswana ·
Brazilië ·
Bulgarije ·
Burkina Faso ·
Burundi ·
Canada ·
Centraal-Afrikaanse Republiek ·
Colombia ·
Congo-Brazzaville ·
Congo-Kinshasa ·
Costa Rica ·
Denemarken ·
Duitsland ·
Ecuador ·
Egypte ·
Engeland ·
Equatoriaal-Guinea ·
Eritrea ·
Ethiopië ·
Frankrijk ·
Gabon ·
Gambia ·
Georgië ·
Ghana ·
Griekenland ·
Guinee ·
Guinee-Bissau ·
Ierland ·
IJsland ·
Indonesië ·
Iran ·
Italië ·
Ivoorkust ·
Jamaica ·
Japan ·
Joegoslavië ·
Jordanië ·
Kaapverdië · 
Kameroen ·
Kenia ·
Kroatië ·
Lesotho ·
Liberia ·
Libië ·
Luxemburg ·
Madagaskar ·
Malawi ·
Mali ·
Marokko ·
Mexico ·
Mozambique ·
Namibië ·
Nederland ·
Niger ·
Noord-Korea ·
Noord-Macedonië ·
Noorwegen ·
Oeganda ·
Oekraïne ·
Oezbekistan ·
Oostenrijk ·
Paraguay ·
Peru ·
Polen ·
Portugal ·
Roemenië ·
Rwanda ·
Saoedi-Arabië ·
Sao Tomé en Principe ·
Schotland ·
Senegal ·
Servië ·
Seychellen ·
Sierra Leone ·
Soedan ·
Spanje ·
Swaziland ·
Tahiti ·
Tanzania ·
Thailand ·
Togo ·
Tsjaad ·
Tsjechië ·
Tunesië ·
Uruguay ·
Venezuela ·
Verenigde Staten ·
Zambia ·
Zimbabwe ·
Zuid-Afrika ·
Zuid-Korea ·
Zweden ·
Zwitserland
Argentinië (2010) ·
Argentinië (2014) ·
Argentinië (2018) ·
Bosnië en Herzegovina (2014) ·
Burkina Faso (2013) ·
Frankrijk (2014) ·
Iran (2014) ·
IJsland (2018) ·
Kroatië (2018) ·
Zuid-Korea (2010)